# Aldruper Mühlenbach
Der Aldruper Mühlenbach ist ein Fließgewässer im Kreis Steinfurt in Nordrhein-Westfalen.
Der Bach, ein rechter Zufluss des Lengericher Aabachs im Glane-Einzugsgebiet, hat seine Quelle nordwestlich der Kernstadt Lengerich. Von dort fließt er in südwestlicher Richtung und nimmt von rechts den Wechter Mühlenbach auf. Er mündet nördlich des Kernortes Ladbergen in den Lengericher Aabach.